# CD Universidad Católica
Club Deportivo Universidad Católica – chilijski klub piłkarski z siedzibą w stołecznym mieście Santiago. Występuje w rozgrywkach Primera División. Domowe mecze rozgrywa na obiekcie Estadio San Carlos de Apoquindo.

## Historia
Klub rodził się stopniowo jako jedna z gałęzi sportowych uczelni Pontificia Universidad Católica de Chile. Oficjalnie założony został w roku 1937, choć ściśle mówiąc już około roku 1910 rozpoczęła się futbolowa rywalizacja z Universidad de Chile. Gdy tylko pojawił się pomysł utworzenia piłkarskiego klubu zawodowego – klub taki został oficjalnie utworzony 21 kwietnia 1937. Swój debiut w drugiej lidze rozpoczął od starcia ze swym odwiecznym rywalem – Club Universidad de Chile. Sportowa rywalizacja pomiędzy dwoma uczelniami była niejako przedłużeniem rywalizacji w sferze nauki i dydaktyki. Walka obu klubów, będących wizytówkami obu uniwersytetów, z biegiem czasu nabrała takiego znaczenia, że w całym kraju mecze z udziałem tych drużyn zyskały sobie miano derbów uniwersyteckich. Walka obu klubów trwa do dziś, a mecze z ich udziałem należą w Chile do spotkań, które każdy kibic musi obejrzeć.
Klub dziewięciokrotnie zdobywał mistrzostwo Chile, a w 1993 zawędrował na same szczyty światowego futbolu, czyli do finału Copa Libertadores, w którym przegrał z brazylijskim São Paulo FC.

## Osiągnięcia

### Krajowe
- Primera División

| zwycięstwo (16):     | 1949, 1954, 1961, 1966, 1984, 1987, 1997 (A), 2002 (A), 2005 (C), 2010, 2016 (C), 2016 (A), 2018, 2019, 2020, 2021                                               |
| drugie miejsce (21): | 1962, 1964, 1965, 1967, 1968, 1989, 1990, 1994, 1995, 1996, 1997 (C), 1999, 2001, 2002 (C), 2007 (A), 2009 (C), 2011 (A), 2013 (T), 2013 (A), 2014 (C), 2015 (A) |

- Copa Chile

| zwycięstwo (4):     | 1983, 1991, 1995, 2011                            |
| drugie miejsce (8): | 1958, 1961, 1962, 1982, 1984, 1989, 1990, 2012/13 |

- Supercopa de Chile

| zwycięstwo (4):     | 2016, 2019, 2020, 2021 |
| drugie miejsce (1): | 2017                   |

### Międzynarodowe
- Copa Libertadores

| zwycięstwo (0):     | –    |
| drugie miejsce (1): | 1993 |

- Copa Interamericana

| zwycięstwo (1):     | 1994 |
| drugie miejsce (0): | –    |

## Aktualny skład
Stan na 1 września 2022.
| Nr | Poz. | Piłkarz            |
| -- | ---- | ------------------ |
| 1  | BR   | Nicolás Peranic    |
| 2  | OB   | Germán Lanaro      |
| 3  | OB   | Cristóbal Finch    |
| 4  | OB   | Aarón Astudillo    |
| 5  | NA   | Yamil Asad         |
| 7  | PO   | Tomás Asta-Buruaga |
| 8  | PO   | Ignacio Saavedra   |
| 9  | NA   | Fernando Zampedri  |
| 11 | PO   | Luciano Aued       |
| 13 | BR   | Matías Dituro      |
| 14 | NA   | Fabián Orellana    |
| 15 | OB   | Cristián Cuevas    |
| 16 | NA   | Clemente Montes    |

| Nr | Poz. | Piłkarz                         |
| -- | ---- | ------------------------------- |
| 17 | OB   | Branco Ampuero                  |
| 19 | OB   | José Pedro Fuenzalida (kapitan) |
| 20 | NA   | Gonzalo Tapia                   |
| 21 | OB   | Raimundo Rebolledo              |
| 22 | PO   | Juan Leiva                      |
| 23 | OB   | Daniel González                 |
| 24 | OB   | Alfonso Parot                   |
| 25 | BR   | Sebastián Pérez                 |
| 29 | PO   | César Pinares                   |
| 31 | PO   | Bryan González                  |
| 44 | OB   | Mauricio Isla                   |
| 55 | OB   | Gary Kagelmacher                |